# Wola Boglewska
Wola Boglewska – wieś sołectwa w Polsce położona w województwie mazowieckim, w powiecie grójeckim, w gminie Jasieniec. Przez miejscowość przepływa rzeka Kraska (dł. ok. 25 km), prawobrzeżny dopływ Jeziorki.
W latach 1975–1998 miejscowość administracyjnie należała do województwa radomskiego.
Przez miejscowość przebiega droga wojewódzka nr 730.
W miejscowości znajduje się zespół dworski z XIX wieku, z neorenesansowym pałacem wg projektu warszawskiego architekta, Apoloniusza Nieniewskiego.